# Дорвал (Квебек)
Дорвал (фр. Dorval) је град у Канади у покрајини Квебек. Према резултатима пописа 2011. у граду је живело 18.208 становника.

## Становништво
Према резултатима пописа становништва из 2011. у граду је живело 18.208 становника, што је за 0,7% више у односу на попис из 2006. када је регистровано 18.088 житеља.
| 2006.  | 2011.  | 2016.  |
| ------ | ------ | ------ |
| 18.088 | 18.208 | 18,980 |